# Primicerij
Primicerij (latinsko primicerius, grško πριμικήριος [primikērios]) je bil naziv, ki se je v poznem Rimskem in Bizantinskem cesarstvu uporabljal za načelnike administrativnih oddelkov, v Cerkvi pa za naslavljanje vodij različnih kolegijev.
Etimološko izhaja iz zraza  primus in cera in pomeni prvega na seznamu, na primer uradnikov, ki so ga običajno zapisovali na voščene tablice (in tabula cerata).

## Civilna in vojaška raba
Na rimskem dvoru je bilo od samega začetka ustanovitve Dominata več primicerijev, ki so se v Bizantinskem cesarstvu od 12. stoletja imenovali  primmikērioi. Na dvoru je bil primicerius sacri cubiculi (grško primikērios kouboukleion), ki  je skrbel za cesarjevo spalnico in je bil praviloma evnuh. Naslov so dajali tudi dvornim uradnikom, običajno v kombinaciji z nekim drugim naslovom, povezanim s cesarjevo osebo, na primer z njegovo zakladnico (eidikon)  ali garderobo (vestiarion). Drugi primiceriji so vodili nekatere dvorne službe (scrinia).
V poznorimski armadi je bil primicerij častnik, podrejen tribunu (tribunus) in višji od senatorja. Največ primicerijev  je bilo v enotah, povezanih s cesarskim dvorom, predvsem v cesarski gardi. Od 4. do 6. stoletja so bili primiceriji protectores domestici (garda štabnih častnikov) in scholae palatinae (cesarjeve osebne straže), vodili pa so tudi tovarne orožja (fabricae), ki so bile, tako kot scholae, podrejene  magistru officiorum. Primiceriji so služili tudi v štabih regionalnih vojaških poveljnikov (duces) in nekaterih rednih vojaških enotah. V poznem bizantinskem obdobju pod Komneni so se primikērioi pojavljali kot poveljniki palačnih  polkov manglabitov, vardariotov in  varjagov.
V poznem 11. stoletju je bil uveden položaj  megas prim[m]ikērios (veliki primicerij), ki je v dvorni hierarhiji  kotiral zelo visoko. V obdobju Paleologov je bil nekakšen šef protokola. Primiceriji so v Bizantinskem cesarstvu in Morejskem despotatu dokazano obstajali vse do njihovega propada pod Osmani.

## Cerkvena raba
V Cerkvi so bili primiceriji vodje kolegijev notarjev (notarii) in branilcev zakonskih zvez (defensores) in so v pozni antiki in zgodnjem srednjem veku  kotirali visoko v administraciji  Rimske cerkve.
Ko so se v 5. ali 6. stoletju mladi kleriki Zahodne cerkve zbrali v šolah na usposabljanje za cerkveno službo, so direktorji teh  šol dobili naslov primicerij. Napis iz Lyona iz leta 551 omenja Štefana, primicerij šole branja  v lyonski cerkvi (Stephanus primicerius scolae lectorum servientium in ecclesia Lugdunensi). Izidor Seviljski v svoji Epistola ad Ludefredum obravnava dolžnosti primicerija nižjih klerikov. Primiceriji so imeli zaradi svojega položaja nekaj pooblastil tudi v liturgiki.
Pri urejanju skupnega življenja duhovščine v kolegijih in katedralah v skladu  s Chrodegangovimi pravili in statuti  Amalarija Metzkega so bili primiceriji prvi kapitularji za naddiakonom in nadprezbitrom. Nadzirali so nižjo duhovščino in urejali liturgične zadeve in cerkveno petje. Primicerij je tako postal poseben cerkven dostojanstvenik, ki se je postopoma razvil iz starega primicerija  scolae cantorum ali lectorum – šole petja ali branja. 
V Vzhodni pravoslavni cerkvi se je naslov uporabljal za vodje kolegijev notarjev (notarioi)  in  pisarjev (taboularioi)  v cerkveni upravi ter za predstojnike cerkvenih bralcev, pevcev in drugih.
V sodobni Ruski pravoslavni cerkvi je naslov primicerij (primikirij) rezerviran za nižjo duhovščino, včasih za bralce in poddiakone, in nosilce baklje ali sveče  pred škofom med cerkvenimi obredi in procesijami. 